# Flavije Valerije Sever
Flavius Valerius Severus († 16. rujna 307. kod Tres Tabernae) vojnik u Ilirijskoj Provinciji, prije nego što ga je njegov prijatelj Galerije godine 305. proglasio cezarom. Kad je umro Rimski car Konstancije I. Klor 306. postao je august. Kada je Maksimin Daja, sin rimskog cara Maksimijana koji se odrekao carske časti, pobunio u Rimu, rimski car Galerije ga je poslao u Rim da uguši pobunu, posto nije uspio ugušiti pobunu, povukao je se u Ravennu gdje ga je Maksimin Daja pobijedio.
Galerije je 307. upao u Italiju da Maksimina Daju i njegovog oca Maksimijana pobjedi, tada je Sever po zapovjedi Maksimina Daje kod Tres Tabernae pogubljen.

### Ostali projekti
|  | Zajednički poslužitelj ima stranicu o temi Sever |